# Anthracophagella nigrifemur
Anthracophagella nigrifemur är en tvåvingeart som först beskrevs av Malloch 1927.  Anthracophagella nigrifemur ingår i släktet Anthracophagella och familjen fritflugor. Inga underarter finns listade i Catalogue of Life.